# Évry
Évry war eine Stadt und eine ehemalige französische Gemeinde mit 53.641 Einwohnern (Stand: 1. Januar 2018) im Département Essonne in der Region Île-de-France. Sie gehörte zum Arrondissement Évry und zum Kanton Évry. Sie war eine der fünf sogenannten Ville nouvelles um Paris und Sitz des römisch-katholischen Bistums Évry-Corbeil-Essonnes. Seit 1965 lautete ihr offizieller Name Évry Ville nouvelle.
Mit Wirkung vom 1. Januar 2019 wurden die ehemaligen Gemeinden Évry und Courcouronnes zur Commune nouvelle Évry-Courcouronnes zusammengeschlossen und haben in der neuen Gemeinde den Status einer Commune déléguée. Der Verwaltungssitz befindet sich im Ort Évry.

## Lage und Klima
Die Stadt Évry liegt im Tal der Seine ca. 30 km (Fahrtstrecke) südlich von Paris in einer Höhe von ca. 70 m. Das Klima ist gemäßigt; Regen (ca. 640 mm/Jahr) fällt übers Jahr verteilt.

## Bevölkerungsentwicklung
| Jahr      | 1800 | 1851 | 1901  | 1954  | 1999   | 2015   |
| Einwohner | 892  | 883  | 1.269 | 1.879 | 49.437 | 53.871 |

Der enorme Bevölkerungszuwachs seit den 1970er Jahren ist hauptsächlich auf die relative Nähe zum Großraum Paris zurückzuführen, der mit dem Auto oder dem Zug in nur 30 min zu erreichen ist.

## Wirtschaft
Bis in die Mitte des 20. Jahrhunderts hinein war Évry ein landwirtschaftlich orientierter Ort, dessen Bewohner sich von den Erträgen ihrer Felder und Gärten selbst ernährten. Nach dem Bau der Eisenbahn wurde auch für den Pariser Markt produziert (hauptsächlich Weizen und Zuckerrüben). Inzwischen spielen mittelständische Industriebetriebe die größte Rolle im Wirtschaftsleben der Stadt, in der sich auch der Sitz des Forschungsinstituts für Informatik und Raumfahrt, Luftfahrt und elektrotechnische Industrie befindet; außerdem hat sich hier die Europäische Raketenstartgesellschaft Arianespace niedergelassen.

## Geschichte
Der Name der Stadt wird auf Eburos, einen Anführer des gallischen Stammes der Eburiacos zurückgeführt. Nach der römischen Eroberung hieß der Ort zunächst Aperacum, ehe sich der Ortsname um 50 v. Chr. zu Apriacum und danach zu Avriacum veränderte. Um 1196 hieß das heutige Évry Aivriacum. Im Jahr 1326 findet sich in den Urkunden die Namensform Aisvry, später hieß der Ort wiederum Esvry. Im Jahr 1376 wurde der Ort zur Unterscheidung von anderen Orten gleichen Namens Évry-sur-Seine genannt. Unter dem Einfluss von Paul Decauville, einem Großgrundbesitzer in der zweiten Hälfte des 19. Jahrhunderts, wurde der Ort im Jahr 1881 in Évry-Petit Bourg umbenannt.

## Sehenswürdigkeiten
- Auf dem Gebiet der früheren Gemeinde befanden sich mehrere Schlösser, die jedoch allesamt zerstört sind. Das bekannteste war das im 17. Jahrhundert erbaute Château de Petit-Bourg, welches im Jahr 1795 von Madame de Montespan, der Mätresse Ludwigs XIV. erworben und umgebaut wurde. Nach ihrem Tod (1707) wechselte es mehrfach den Besitzer und wurde nach 1756 komplett erneuert. Es überstand die Revolutionsjahre, wurde aber im Jahr 1944 bei ihrem Rückzug von den Deutschen gesprengt und in den 1950er Jahren komplett abgerissen. An seiner Stelle entstand ein neuer Wohnblock.

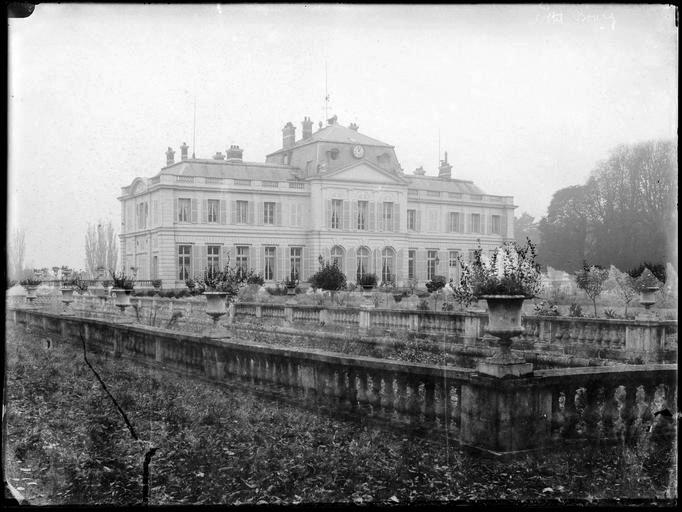
Château de Petit-Bourg
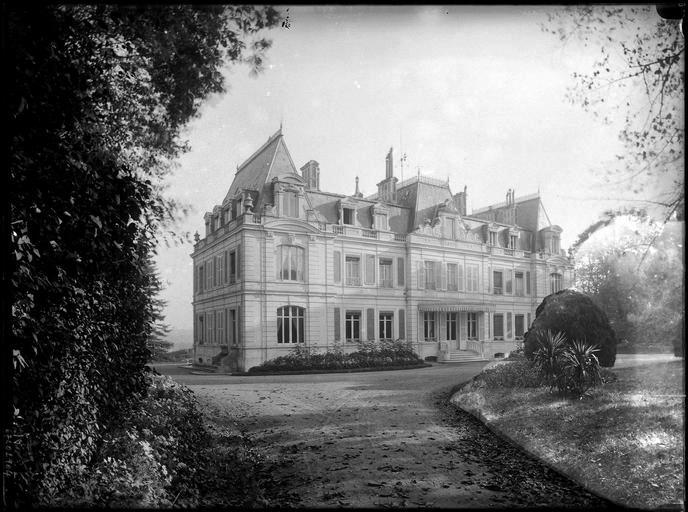
Château du Mousseau
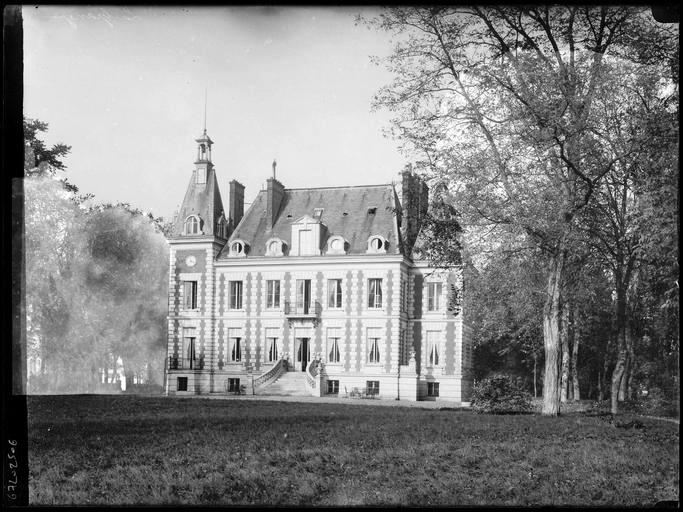
Château de La Grange-Feu-Louis
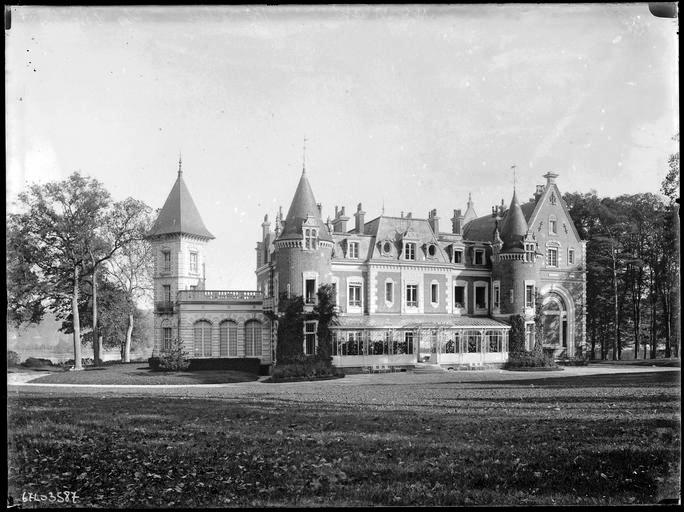
Château des Tourelles

- Die neue Architektur der Stadt war von Beginn an umstritten. Inzwischen sind jedoch einige interessantere Bauvorhaben umgesetzt worden. Dazu gehören auch ein buddhistischer Tempel, ein Dominikanerkloster und eine Kathedrale.
- Die Kathedrale der Auferstehung (französisch: Cathédrale de la Résurrection Evry) war die erste Kathedrale, die seit mehr als 100 Jahren in Frankreich errichtet wurde. Sie wurde in den Jahren 1991 bis 1995 vom Schweizer Architekten Mario Botta erbaut. Dieser setzte dabei ganz auf die Wirkung des Ziegels als Gestaltungselement und schuf zwei Mauerringe aus schlichtem Ziegel-Sichtmauerwerk.

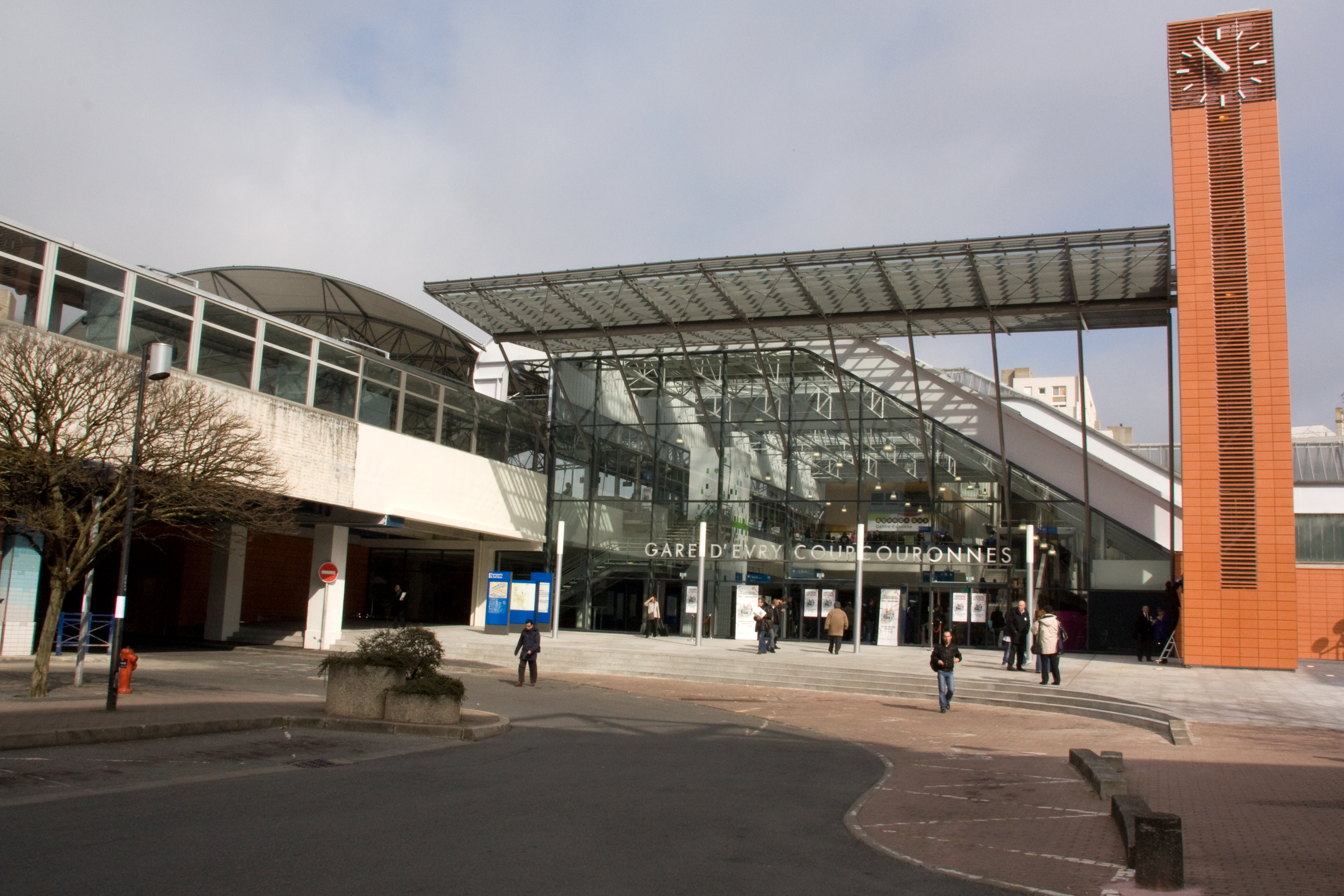
Bahnhof Évry-Courcouronnes
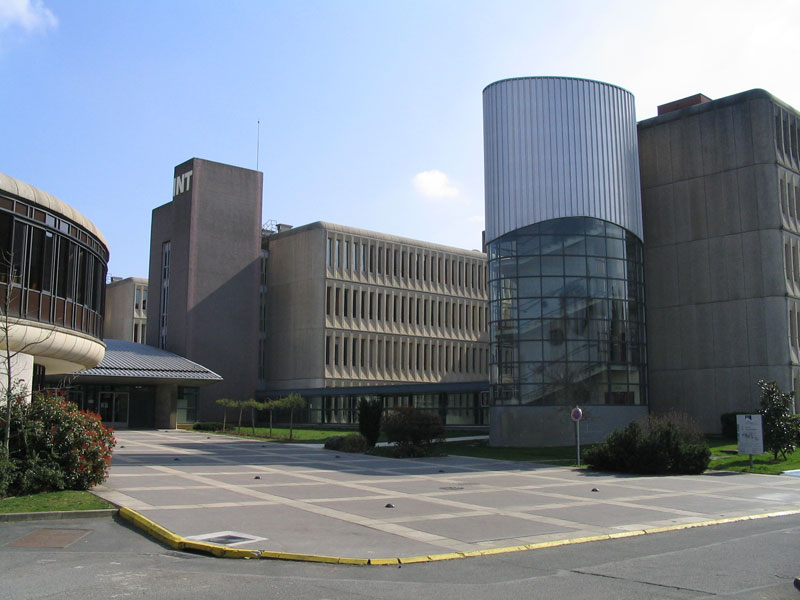
Telekom und Verwaltung Paris Sud
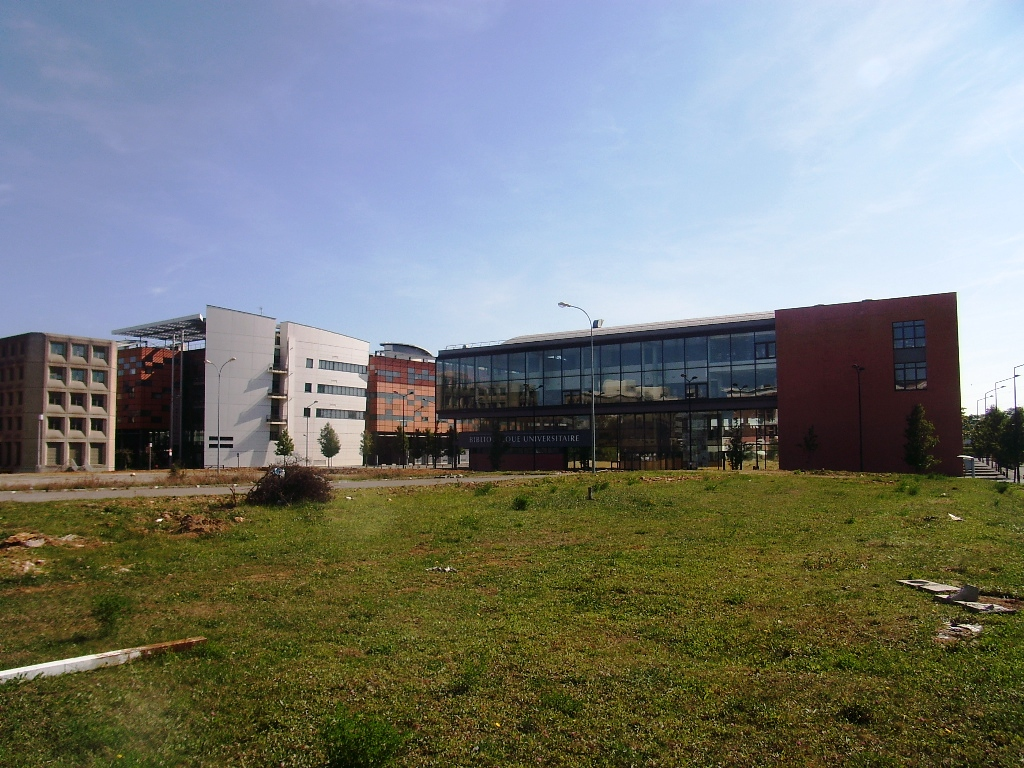
Universität
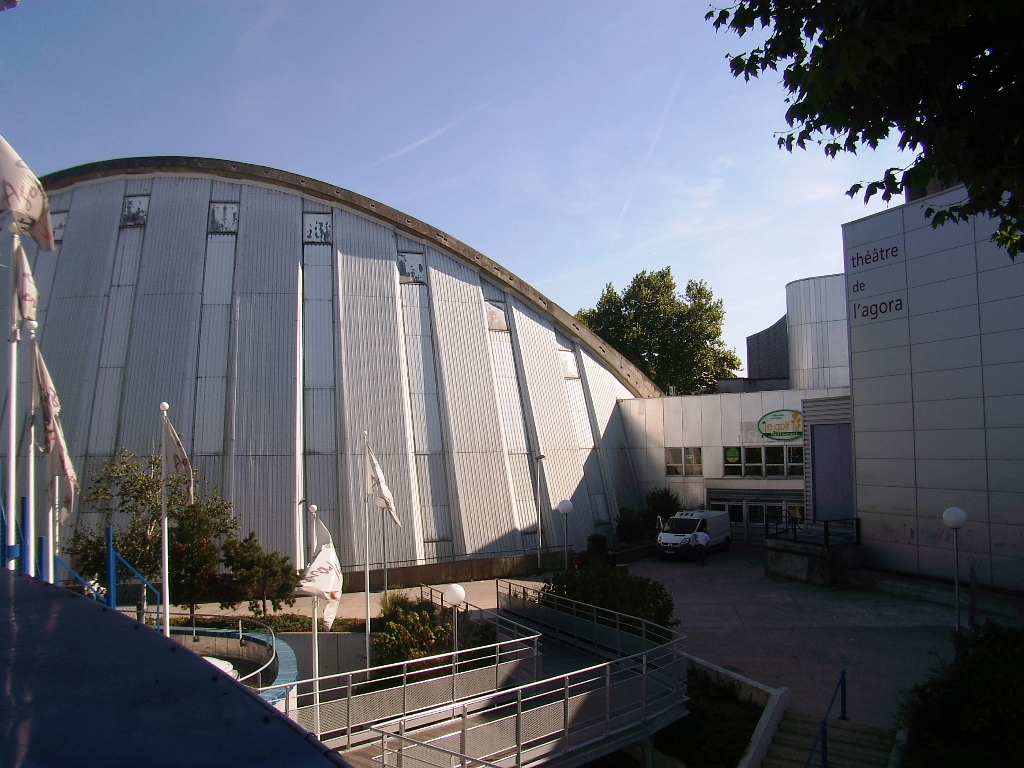
Theater
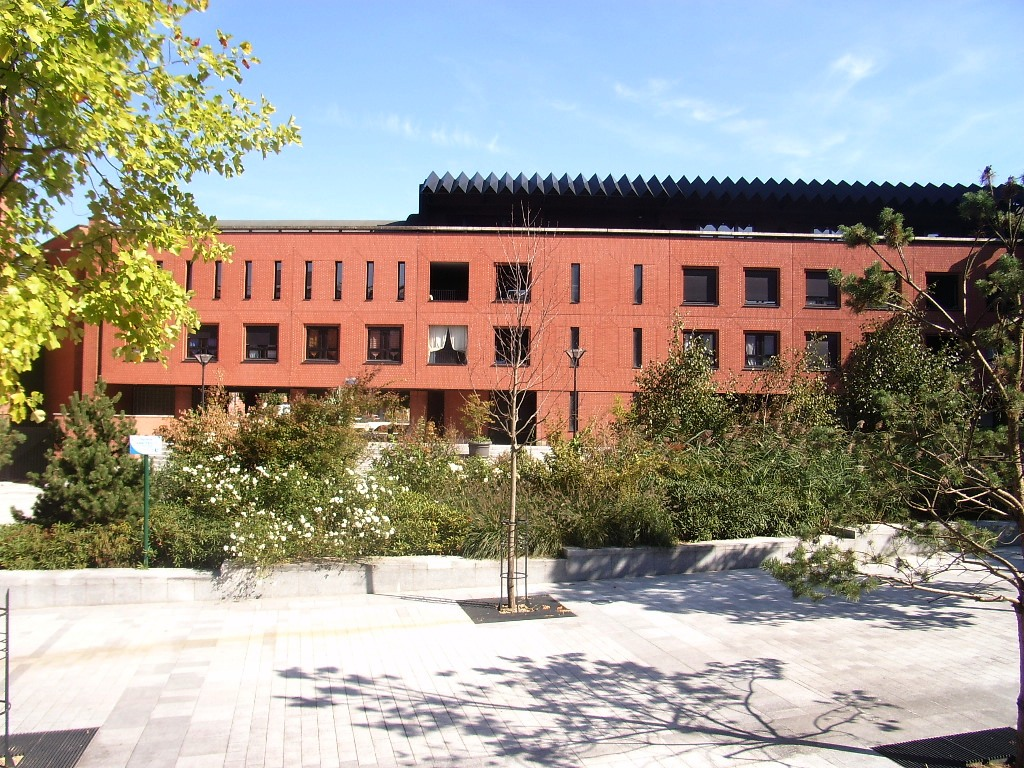
Dominikaner-Kloster

## Bildung
In Évry befindet sich die Hochschule für Kulturmanagement (Administration de la Musique et du Spectacle Vivant) an der Université d’Évry – Val d’Essonne (DESS). Die Hochschule unterhält eine Partnerschaft mit der Hochschule für Musik Franz Liszt Weimar und bietet dadurch die Möglichkeit, einen zweifachen Master-Titel zu erwerben. Die Stadt ist auch die Heimat von Institut Mines-Télécom Business School.

## Persönlichkeiten
- Paul Decauville (* 1890), Ingenieur, Geschäftsmann und Politiker
- Valérie Crunchant (* 1978), Schauspielerin
- Hameur Bouazza (* 1985), algerischer Fußballspieler
- Medhi Benatia (* 1987), marokkanisch-französischer Fußballspieler
- Michaël D’Almeida (* 1987), Bahnradsportler
- Adrien Hunou (* 1994), französisch-polnischer Fußballspieler
- Zola (* 1999), Rapper
- Pablo Matéo (* 2001), Sprinter
- Queyrell Tchicamboud (* 2005), Fußballspieler

## Städtepartnerschaften
- Troisdorf in Deutschland seit 1972
- London Borough of Bexley in England